# Шенбах (Саксонія)
Шенбах (нім. Schönbach) — громада в Німеччині, розташована в землі Саксонія. Входить до складу району Герліц. Складова частина об'єднання громад Нойзальца-Шпремберг.
Площа — 9,08 км2. Населення становить 1083 ос. (станом на 31 грудня 2020).

## Галерея

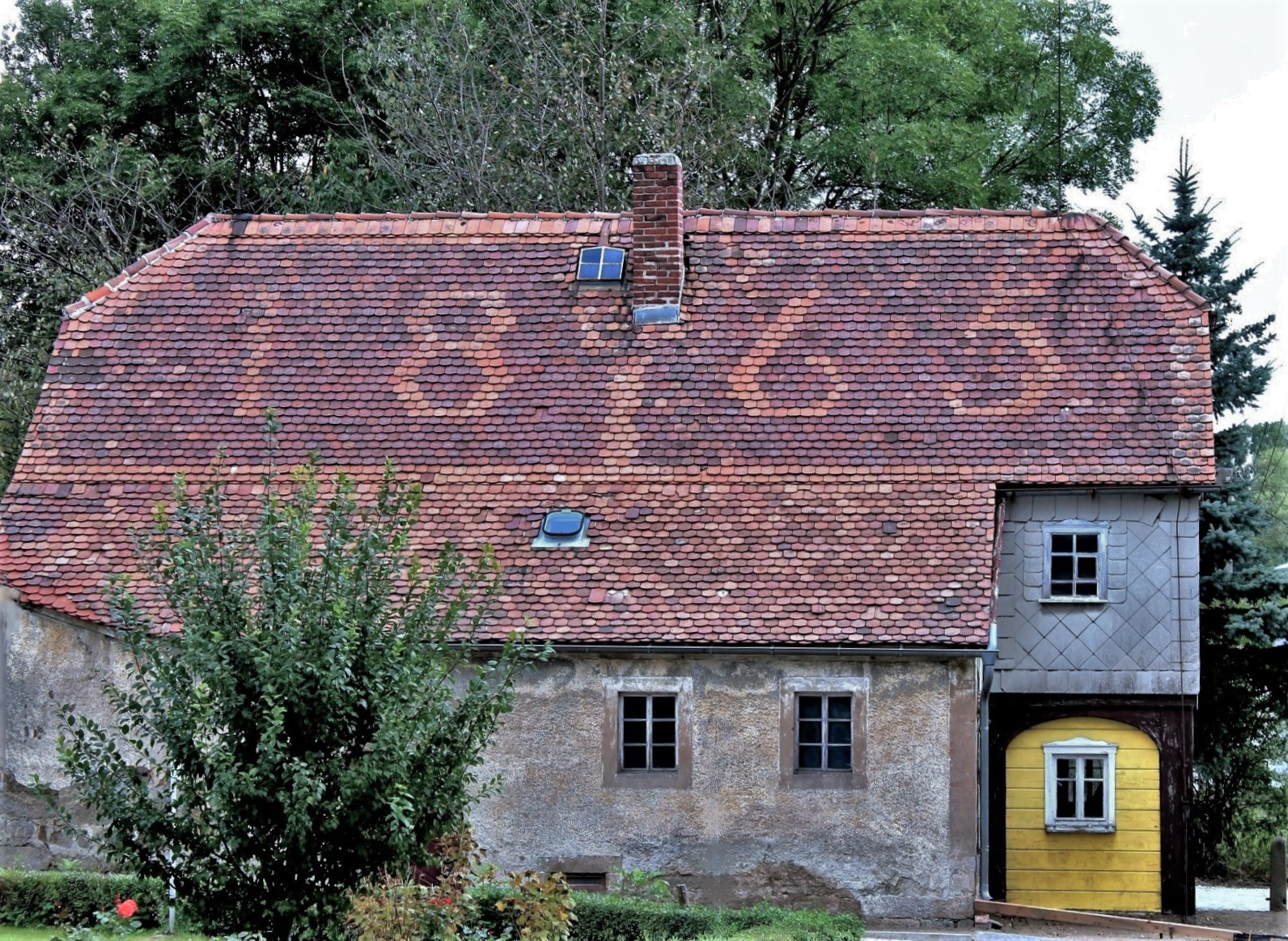
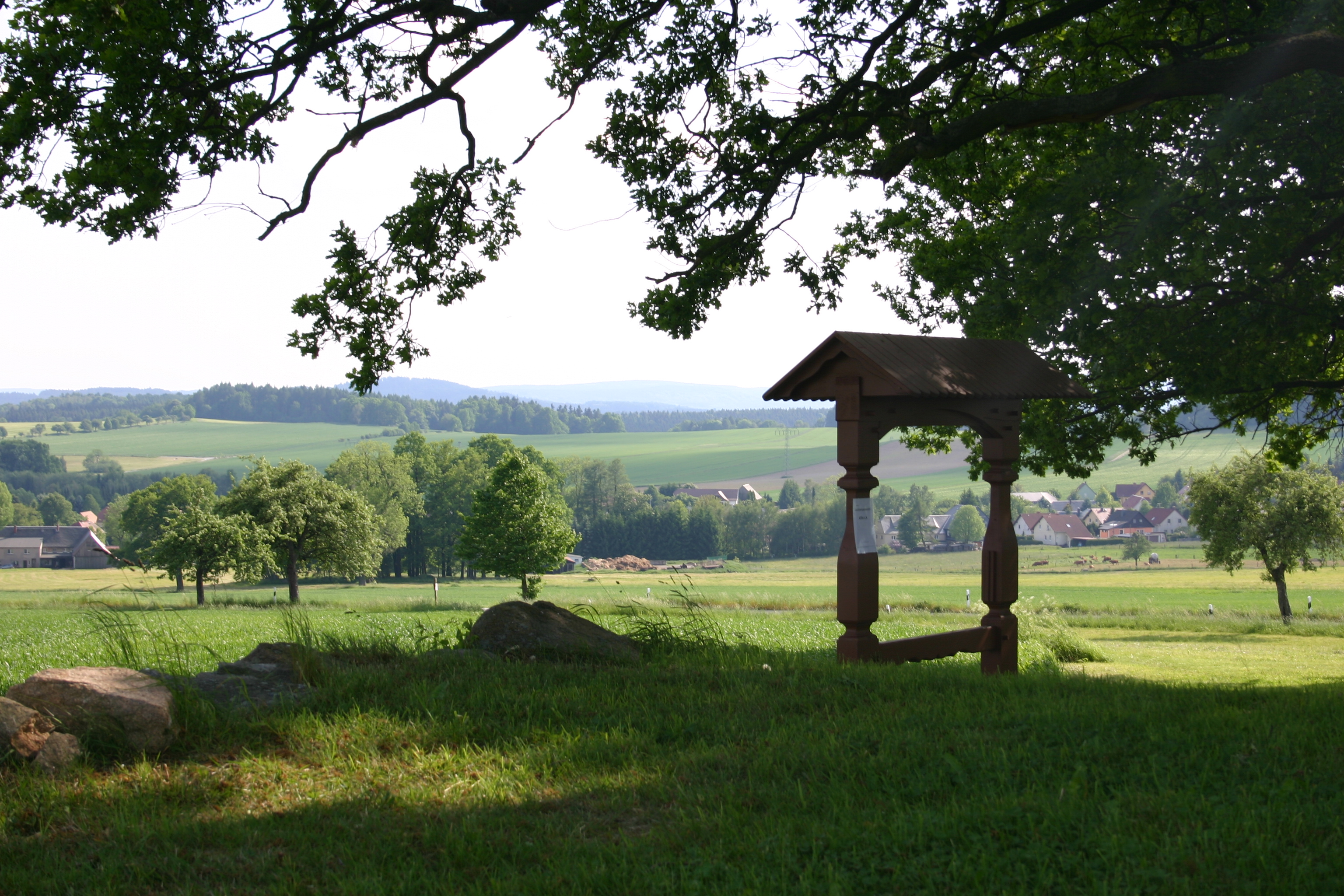
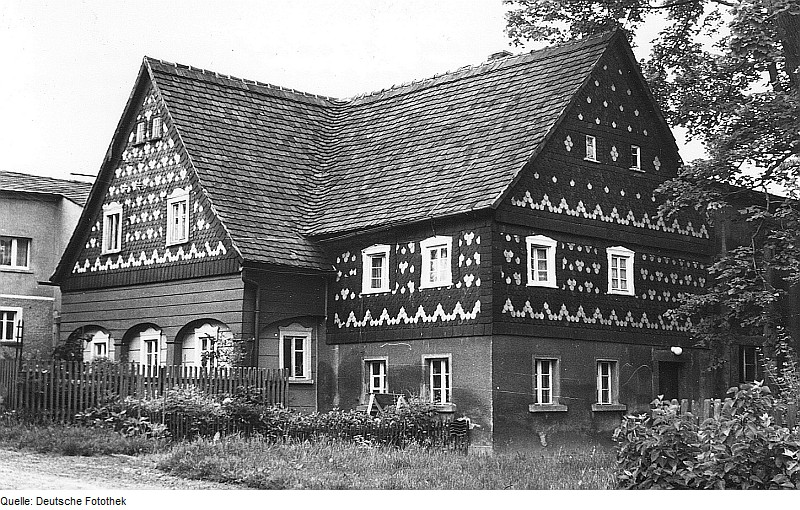
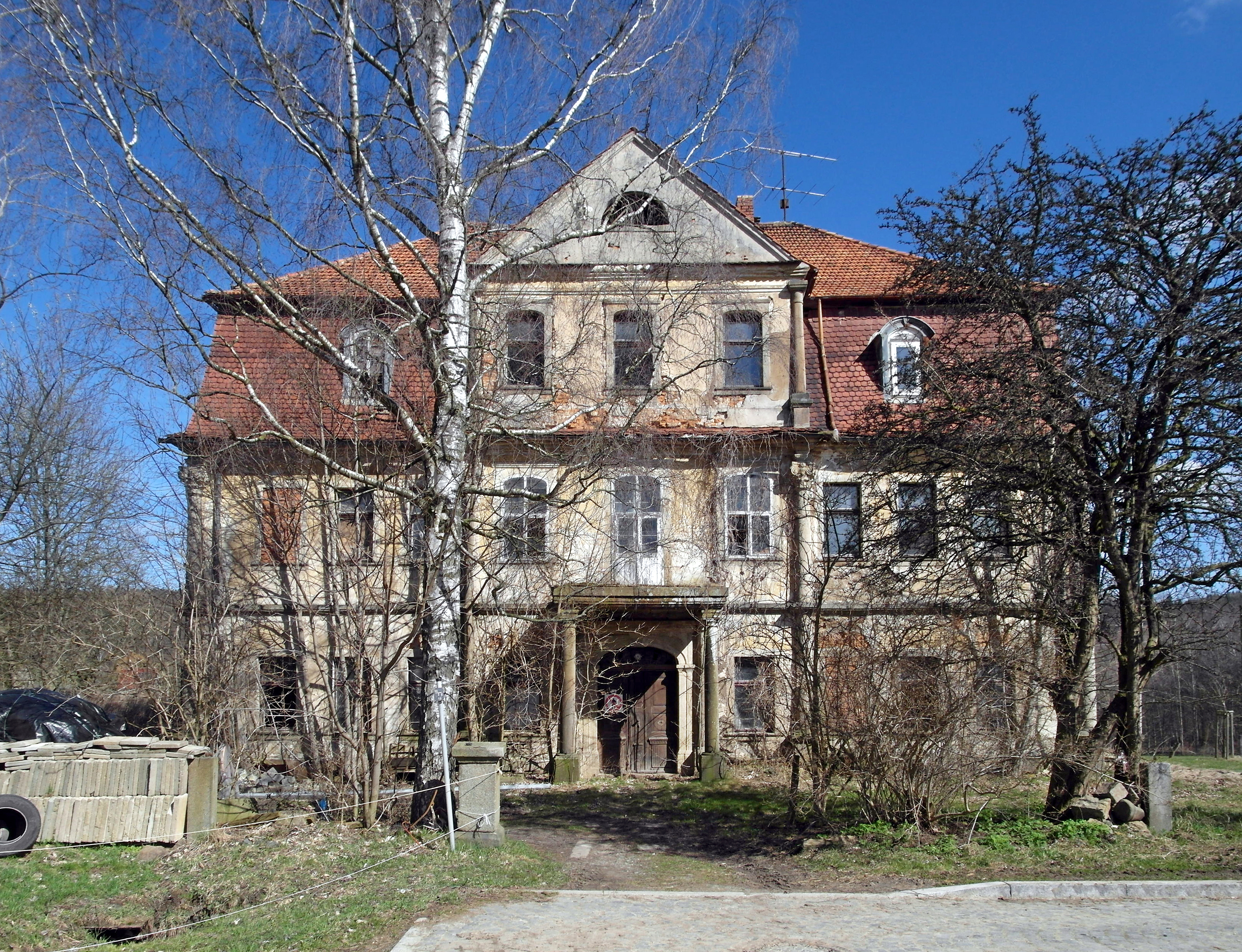